# Abri High Bridge
L'abri High Bridge, en anglais High Bridge Shelter, est un refuge de montagne des North Cascades relevant du comté de Chelan, dans l'État de Washington, dans le nord-ouest des États-Unis. Construit dans les années 1930 par le Service des forêts des États-Unis avec l'aide du Civilian Conservation Corps, cet abri en bois est aujourd'hui protégé au sein du parc national des North Cascades. Il est inscrit au Registre national des lieux historiques depuis le 10 février 1989.